# Portia (měsíc)

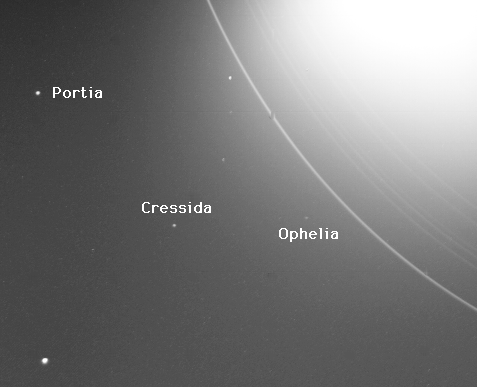
Obrázek ze sondy Voyager 2 ukazuje měsíce Uranu Portii, Cressidu a Ophelii.

Portia je měsíc planety Uran, který ji obíhá ve vzdálenosti 66 100 kilometrů od planety. Jeho velikost je 55 kilometrů. Hmotnost tělesa je asi 1,68×1018 kg. Jeden oběh kolem planety mu trvá 0,513196 dne. Měsíc má synchronní rotaci.

## Objev
Objeven byl roku 1986 americkou sondou Voyager 2 (Stephen P. Synnott).